# Escola i Festival de Música de Marlboro
L'Escola i Festival de Música de Marlboro (Malboro Music) és un esdeveniment per a la formació clàssica i la musicalitat que es celebra cada estiu al llarg de set setmanes a Marlboro, Vermont, Estats Units. Va ser concebut com un retir on joves músics podrien col·laborar i aprendre al costat dels artistes mestres en un entorn allunyat de les pressions dels terminis de rendiment i enregistrament.

## Història
Adolf Busch i el seu gendre Rudolf Serkin es van traslladar a Vermont com a refugiats del Tercer Reich. Es van convertir en amics pròxims de Walter Hendricks, qui habia fundat el Marlboro College i a qui van demanar consell per la formació d'un departament de música. Van reclutar a Marcel Moyse, Louis Moyse i Blanche Moyse. Busch, Serkin i els Moyse van ser els fundadors del Marlboro Music, a través de la seva associació amb la universitat. La idea es basava en crear un entorn en el qual professionals i afeccionats poguessin fer música junts, estudiant la literatura de la cambra en profunditat i fent concerts conjuntament. El 1951, Busch i Serkin van atreure a 54 estudiants com a artistes participants en el primer festival d'estiu de Marlboro. Després de la prematura mort de Busch el 9 de juny de 1952, Serkin va continuar desenvolupant la feina entre professionals reconeguts, tant solistes com orquestrals, i joves músics promeses. Han participat als Marlboro Music els músics: Pierre-Laurent Aimard, Emanuel Ax, Joshua Bell, Jonathan Biss, Anner Bylsma, Pau Casals, Jeremy Denk, Leon Fleisher, Gary Graffman, Hilary Hahn, Mieczyslaw Horzowski, Gilbert Kalish, Anton Kuerti, Lang Lang, James Levine, Yo-Yo Ma, Mischa Maisky, Viktoria Mullova, Siegfried Palm, Murray Perahia, Lara St. John, Richard Stoltzman, i Sándor Végh.
El Marlboro Music ha influenciat la música de cambra estatunidenca: el Quartet Guarneri es va formar en el Marlboro de 1964; el duo Yo-Yo Ma i Emanuel Ax, van començar junts com a duo per primera vegada a Marlboro, el 3 d'agost de 1973. Altres grups associats amb Marlboro son el Quartet Emerson, el Quartet Juilliard, el Quartet Orion String, el Quartet de St. Lawrence i el Beaux Arts Trio.
Els directors artístics del Malboro Music han estat: Rudolf Serkin (1951-1991), Mitsuko Uchida i Richard Goode (1999-2013), Mitsuko Uchida (2013-2018) i des de 2018, Mitsuko Uchida i Jonathan Bissi.